# Attila Keresztes
Attila Keresztes (ur. 18 stycznia 1928 w Budapeszcie, zm. 27 września 2002 tamże) – węgierski szablista reprezentujący też USA, złoty medalista igrzysk olimpijskich i mistrzostw świata.
Na igrzyskach olimpijskich w Melbourne w 1956 roku Węgrzy w składzie: Aladár Gerevich, Rudolf Kárpáti, Pál Kovács, Attila Keresztes, Jenő Hámori i Dániel Magay zdobyli drużynowo złoty medal. Indywidualnie nie startował. Brał też udział w igrzyskach olimpijskich w Tokio w 1964 roku, gdzie jako reprezentant USA drużynowo był siódmy, a w zawodach indywidualnych odpadł w ćwierćfinale.
Podczas mistrzostw świata w Rzymie w 1955 roku razem z Aladárem Gerevichem, Jenő Hámorim, Rudolfem Kárpátim, Pálem Kovácsem i Endre Palóczem zwyciężył w zawodach drużynowych.
Po IO 1956 – tak jak Hámori i Magay – w związku z wydarzeniami w Budapeszcie nie wrócił do kraju i osiadł w Stanach Zjednoczonych. W barwach tego kraju brał udział w igrzyskach olimpijskich w Tokio (1964), później był taksówkarzem. Był mistrzem USA. Przed śmiercią wrócił na Węgry.

## Starty olimpijskie
Melbourne 1956
- szabla drużynowo –  złoto